# Лошков Юрій Іванович
Лошков Юрій Іванович (нар. 29 травня 1964, Рубіжне, Луганська обл.) — український музикознавець, педагог, доктор мистецтвознавства (2008), професор (2011), проректор з навчальної роботи (2017—2019), перший проректор Харківської державної академії культури (2019—2022).

## Біографія
Народився 29 травня1964 року в Рубіжному Луганської області. У 1990 році закінчив Харківський інститут мистецтв ім. І. П. Котляревського. Працював на посаді викладача музично-педагогічного факультету Харківського педагогічного університету імені Г. С. Сковороди (1990—1998). Від 1998 року працює у Харківській державній академії культури. У 1998—2001 роках — старший викладач кафедри народних інструментів, у 2002—2004 виконував обов'язки заступника декана факультету музичного мистецтва, 2004—2007 — докторант, у 2008 році він захистив докторську дисертацію за темою «Диригентське оркестрове виконавство в контексті української культури XVIII—XIX ст.» під науковим керівництвом Василя Шейка. Від 2010 до 2017 року — професор кафедри народних інструментів. У 2017—2019 роках займав посаду проректора з навчальної роботи. З 2019 до 2020 року — перший проректор. Від 2002 року виконує обов'язки вченого секретаря спеціалізованої вченої ради Д 64.807.01 (до 2007 року — К 64.807.01). Здійснює керівництво магістерськими роботами, аспірантами, докторантами. Під науковим керівництвом захищено 2 докторські та 7 кандидатських дисертації. Керує науковою школою «Системне мистецтвознавство». Поза викладацькою роботою з 1997 — музичний керівник ансамблю танцю «Джерельце» Палацу культури Червонозаводського району Харкова.
Викладає наступні дисципліни: Інструментознавство, Методика викладання спеціальних дисциплін (диригентський цикл), Проблеми сучасного академічного виконавства, Спеціальний інструмент (баян), Диригування.
Серед студентів по класу баяна Ю. І. Лошкова: Фомін В. — лауреат ІІІ ступеня V-го Всеукраїнського міжвузівського конкурсу баяністів-акордеоністів (Мелітополь, 1998), Кушмір І. — лауреат ІІІ ступеня ІІІ-го Всеукраїнського конкурсу молодих виконавців «Слобожанський вернісаж — 2008» (Харків), Шарко С. — дипломант VІІ-го Міжнародного конкурсу баяністів-акордеоністів «Perpetuum mobile» (Дрогобич, 2014), Маслак Е. — лауреат ІІ ступеня Міжнародного фестивалю-конкурсу «DanseSongFest» (Харків, 2017).
Ю. І. Лошков бере участь в організації та проведенні різних фестивально-конкурсних заходів в Україні. Зокрема, входить до складу оргкомітету та журі міжнародних фестивалів «Сонцеворот», «Толока», фестивалю-конкурсу дитячої народної хореографії «Зелен світ», які традиційно проводяться в м. Харків. У 2016—2017 роках очолював журі всеукраїнського конкурсу виконавців-інструменталістів та фольклорних колективів «Грай, музико!» (м. Мелітополь).
У листопаді 2021 року виступив з доповіддю на онлайн семінарі-дискусії на тему «Сучасні тенденції розвитку оркестрового виконавства в Україні» для студентів та викладачів факультету мистецтв Харківського національного педагогічного університету імені Г. С. Сковороди.
Науковець є членом редакційних колегій наукового фахового видання «Культура України» (серія Мистецтвознавство), міжнародних наукових журналів «ScienceRise» (Україна) та «EVROPSKÝ FILOZOFICKÝ A HISTORICKÝ DISKURZ» (Чехія).
За творчі досягнення Ю. І. Лошков отримав Подяку Харківського міського голови (2009), увійшов до харківського альманаху «Вами гордится Харьков» (2004). За наукову та творчу діяльність, за виховання мистецьких кадрів нагороджений Почесним дипломом Академії мистецтв України (2009). У 2013 році отримав Подяку Харківської обласної державної адміністрації та Харківської обласної ради за внесок у розвиток вітчизняної науки.

## Основні праці
- Лошков Ю. І. Володимир Андрійович Комаренко : монографія / Ю. І. Лошков. ― Харків : ХДАК, 2002. ― 113 с.
- Лошков Ю. І. Генеза та становлення диригентського виконавства в Україні : монографія / Ю. І. Лошков. ― Харків : ХДАК, 2007. ― 220 с.
- Лошков Ю. Німецька романтична диригентська школа в публіцистиці Д. А. Рабіновича / Ю. Лошков // Аркадія. — 2010. — № 3. — С. 41–44.
- Лошков Ю. І. Оркестрове диригентське виконавство : теорія та практика : посіб. для студентів вищ. навч. закл. ІІІ–ІV рівнів акредитації / Ю. І. Лошков. ― Вінниця: Нова Книга, 2014. ― 123 с.
- Лошков Ю. І. Становлення народно-інструментальної освіти в Харківському музично-драматичному інституті / Ю. І. Лошков // Аспекти історичного музикознавства — VІІІ: Вища мистецька освіта як інструмент збереження культурної ідентичності : зб. наук. ст. / Харків. нац. ун-т мистецтв ім. І. П. Котляревського. ― Харків : Водний спектр Джі-Ем-Пі, 2016. ― С. 217—225.
- Мистецтвознавство ХХ століття : хрестоматія-довідник / авт. кол.: Ю. Лошков та ін. ― Херсон : Олді-Плюс, 2017. ― 423 с.
- Лі Шуай. Джаз як системне явище : монографія / Лі Шуай, Ю. Лошков. ― Харків : ХДАК, 2019. ― 182 с.
- Харківська державна академія культури : до 90-річчя з дня заснування: монографія / авт. кол.: В. Шейко, Н. Кушнаренко, Ю. Лошков та ін.; Харків. держ. акад. культури. ― Харків : ХДАК, 2019. ― 253 с.
- Калашник М. П. Музичний тезаурус як сховище музичних знань : монографія / М. Калашник, Ю. Лошков. ― [Mauritius]: LAP LAMBERT Academic Publishing, 2020. ― 129 с.
- Лошков Ю. Системні ознаки освітньої структури музичної культури Харкова / Ю. Лошков, А. Прокоф'єва // Мистецтво і культура міста: наукові діалоги: [кол. монографія] / за ред. А. Білик, В. Сікорської]. ― Херсон : Гельветика, 2020. ― С. 8–22.
- Genkin A. A. Culture and art : discursive dimension in the early XXI century: collective monograph / A. A. Genkin, M. P. Kalashnyk, Yu. Loshkov. ― Lviv ; Torun: Liha-Pres, 2020. ― 136 с.
- Kalashnyk M. P. Musically-acoustic Thesaurus as Spatial Dimension of Cognitive Process / M. P. Kalashnyk, U. I. Loshkov, O. V. Yakovlev // Revista Geintec-Gestao Inovacaoe Tecnologlas. ― 2021. — Vol. 11, № 4. ― С. 2381—2391.
- Kalashnyk M. P. The Role of the Musical-Acoustic Thesaurus in the Process of Orientation in a Given Space-Time / M. P. Kalashnyk, U. I. Loshkov // Linguistics and Culture Review. ― 2021. — Vol. 5, № S4. ― С. 139—148.